# La Cieneguita, Jalisco
La Cieneguita är en ort i Mexiko.   Den ligger i kommunen Arandas och delstaten Jalisco, i den centrala delen av landet, 400 km väster om huvudstaden Mexico City. La Cieneguita ligger 2 246 meter över havet och antalet invånare är 174.
Terrängen runt La Cieneguita är platt åt sydost, men åt nordväst är den kuperad. La Cieneguita ligger uppe på en höjd. Runt La Cieneguita är det ganska tätbefolkat, med 72 invånare per kvadratkilometer. Närmaste större samhälle är Arandas, 7,5 km sydväst om La Cieneguita. I omgivningarna runt La Cieneguita växer huvudsakligen savannskog.